# Rosemary LaPlanche
Rosemary E. LaPlanche (Los Angeles, 11 de outubro de 1923 — Glendale , 6 de maio de 1979) foi uma rainha da beleza e atriz de cinema estadunidense. Ela ganhou o Miss California por dois anos seguidos (1940 e 1941) e ganhou o Miss America em 1941.

## Biografia
LaPlanche mudou-se para o sul da Califórnia para o Kansas com sua mãe e irmã, Louise LaPlanche, ainda criança. LaPlanche, que morava em Los Angeles, Califórnia, foi eleita Miss Califórnia em 1940 e 1941. Uma nova regra após sua vitória impediu que competidores competissem em nível nacional mais de uma vez. Ela também teve uma carreira ativa como atriz de cinema, aparecendo em filmes como Angels' Alley (1948) e em episódios de programas de televisão como The Donna Reed Show. 
Ela foi casada com Harry Koplan de 1947 até sua morte em 1973, e teve dois filhos: uma filha chamada Carol e o filho Terry. Sua irmã Louise LaPlanche também foi atriz.

## Filmografia
- 1961: The Donna Reed Show (série de TV)  ...Marcia
- 1961: Hennesey (série de TV) ...Betty Hale
- 1949: Federal Agents vs. Underworld, Inc.  ...Laura Keith
- 1949: An Old-Fashioned Girl ...Emma Davenport
- 1948: Angels' Alley ...Daisy Harris
- 1947: O Homem de Ferro ... Betty Fairfield
- 1946: Betty Co-Ed  ...Glenda Warren
- 1946: Devil Bat's Daughter ...Nina MacCarron
- 1946: Strangler of the Swamp ...Maria Hart
- 1943: Patroa Tirânica ...Secretária
- 1943: Prairie Chickens ...Yola